# Cerete (Italië)
Cerete is een gemeente in de Italiaanse provincie Bergamo (regio Lombardije) en telt 1521 inwoners (31-12-2004). De oppervlakte bedraagt 13,9 km², de bevolkingsdichtheid is 106 inwoners per km².
De volgende frazioni maken deel uit van de gemeente: Cerete Alto, Cerete Basso, Novezio.

## Demografie
Cerete telt ongeveer 622 huishoudens. Het aantal inwoners steeg in de periode 1991-2001 met 17,4% volgens cijfers uit de tienjaarlijkse volkstellingen van ISTAT.
| Jaar | Inwoneraantal |
| ---- | ------------- |
| 1991 | 1174          |
| 2001 | 1378          |
| 2004 | 1521          |

## Geografie
De gemeente ligt op ongeveer 612 m boven zeeniveau.
Cerete grenst aan de volgende gemeenten: Bossico, Gandino, Rovetta, Songavazzo, Sovere.